# Profiles (альбом Ника Мейсона и Рика Фенна)
| Оценки критиков | Оценки критиков |
| Источник        | Оценка          |
| --------------- | --------------- |
| Allmusic        | [ 1 ]           |

Profiles — второй сольный альбом ударника рок-группы Pink Floyd Ника Мейсона, выпущенный в июле 1985 года на лейблах Harvest Records и Columbia Records, в Великобритании и США соответственно. Альбом был записан и спродюсирован Мейсоном совместно с Риком Фенном — бывшим гитаристом британской группы 10cc. В качестве вокалистов были приглашены различные музыканты.

## Запись
Главным толчком к записи альбома послужил пункт в контрактах с EMI, благодаря которому щедро отпускались средства на любой сольный альбом участников Pink Floyd. Звукорежиссёр пластинки Ник Гриффитс вспоминал: «Они собрались в Britannia Row Studios и записали его за гроши — получилось не плохо, но не в плане количества проданных экземпляров».
Материал альбома представляет собой практически только инструментальные композиции, исключение составили две песни: «Lie for a Lie», записанная при участии певицы Мэгги Райли и вокалиста/гитариста Pink Floyd Дэвида Гилмора; а также «Israel», спетая клавишником группы UFO Дэнни Пейронелем.

По воспоминаниям Рика Фенна: 
Было время, когда мы рассматривали „Profiles“ как полностью инструментальный альбом, однако у нас имелись намётки „Lie for a Lie“, которую мы хотели доработать до полноценной песни, из-за этого мы почувствовали, что альбому потребуется ещё одна вокальная вещь, чтобы его сбалансировать.

В свою очередь Ник Мейсон говорил: 
Мне, безусловно, понравилось работать с Риком… Я думаю, что полезно и важно менять людей, с которыми вы работаете. Вы так зацикливаетесь на определенных шаблонах поведения. Вроде того: Роджер сделает это, а Дэйв сделает это и… ну, ты можешь пойти и приготовить чай, Ник!

## Список композиций

### Первая сторона
1. «Malta» (Рик Фенн, Ник Мейсон) — 6:00
2. «Lie for a Lie» (Фенн, Мейсон, Дэнни Пейронелем) — 3:16
3. «Rhoda» (Фенн, Мейсон) — 3:22
4. «Profiles Part 1/Profiles Part 2» (Фенн, Мейсон) — 9:58

### Вторая сторона
1. «Israel» (Фенн, Пейронел) — 3:30
2. «And the Address» (Фенн, Мейсон) — 2:45
3. «Mumbo Jumbo» (Фенн, Мейсон) — 3:53
4. «Zip Code» (Фенн, Мейсон) — 3:05
5. «Black Ice» (Фенн, Мейсон) — 3:37
6. «At the End of the Day» (Фенн, Мейсон) — 2:35
7. «Profiles Part 3» (Фенн, Мейсон) — 1:55

#### Внеальбомные треки
1. «Lie for a Lie» (Фенн, Мейсон, Пейронел) (12" Mix) — 5:54

## Участники записи
- Ник Мейсон — ударные, клавишные, перкуссия, композиция
- Рик Фенн — гитары, клавишные, композиция
- Мел Коллинз — саксофон на треках «Rhoda», «And the Address», «Mumbo Jumbo» и «Black Ice»
- Дэвид Гилмор — вокал на треке «Lie for a Lie»
- Мэгги Райли — вокал на треке «Lie for a Lie»
- Дэнни Пейронел[англ.] — вокал на треке «Israel»
- Крэйг Прюсс[англ.] — эмулятор духовых инструментов на треке «Malta»
- Айа Фенн — клавишное вступление на треке «Malta»